# Holbav, Brașov

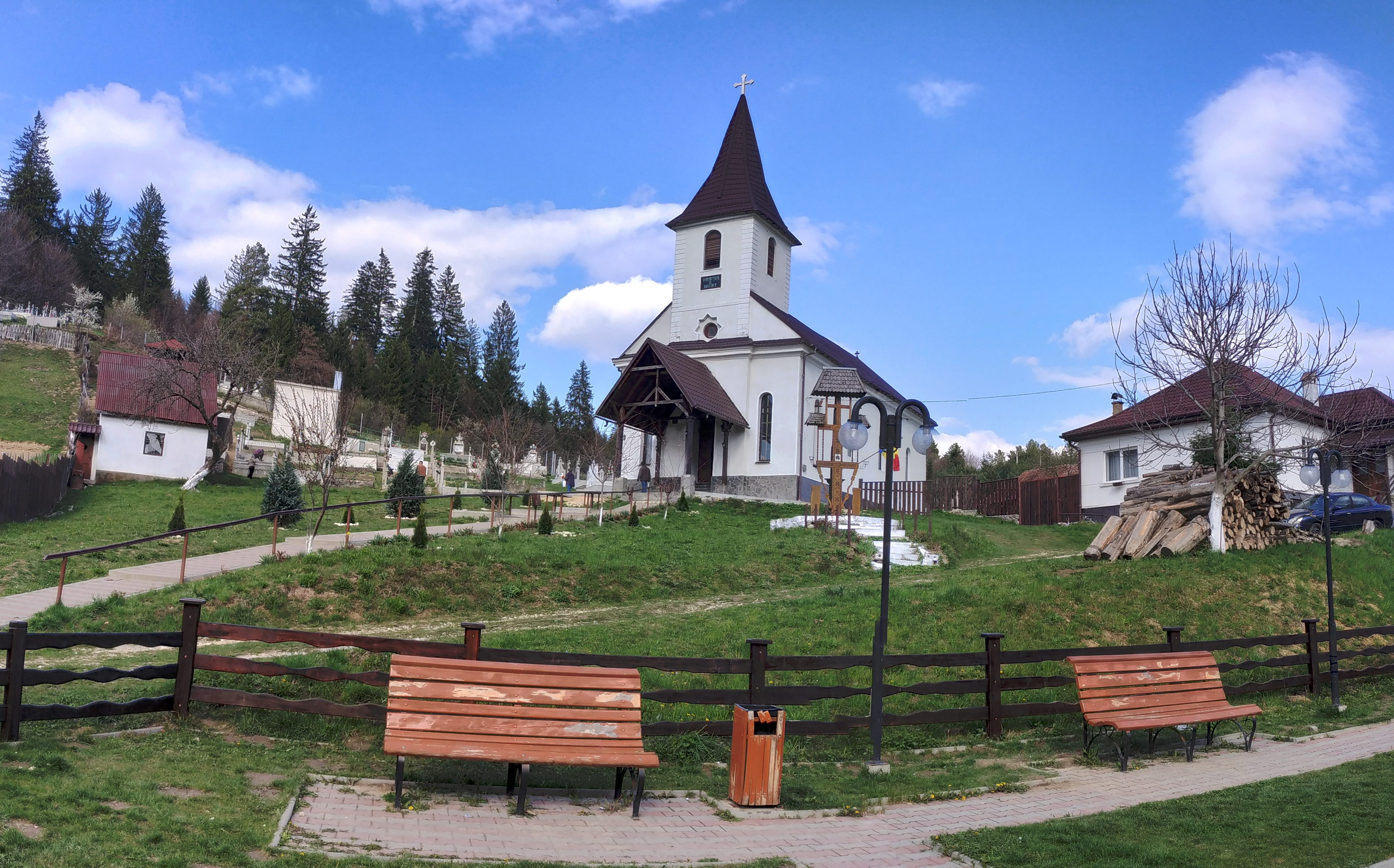
Biserica din sat

Holbav (în germană Hohlbach [Pârâul găunos, Valea găunoasă, Găunoasa], în maghiară Holbák) este satul de reședință al comunei cu același nume din județul Brașov, Transilvania, România. Face parte din regiunea istorică Țara Bârsei. Pe teritoriul său se aflau mine de plumb, cărbune și argint (primele extracții s-au făcut în secolul XIX, rudimentar). Deține elemente de floră din jurassic.
Din februarie 2004, Holbav s-a desprins de comuna Vulcan, din care făcuse parte până atunci. Este reședința comunei Holbav.

## Istorie
În anul 1733, când episcopul unit Inocențiu Micu-Klein a dispus organizarea unui recensământ în Ardeal, în localitatea Holbav, ortografiat Holbák, au fost recenzate 24 de familii, adică vreo 120 de persoane. Din registrul aceluiași recensământ, mai aflăm numele preotului care servea la biserica din sat: Komán (=Coman), ortodox,. Din același document mai aflăm că de pe fânețele parohiei se aduna cantitatea de 1 car de fân. Denumirea satului, Holbák, precum și numele preotului, Komán erau redate în ortografie maghiară, întrucât rezultatele recensământului erau destinate unei comisii formate din neromâni, în majoritate unguri.

## Demografie
În 1910, Holbavul avea 1.299 locuitori (români), iar în 1992 - 1.506. Astăzi, numărul de  holboșeni se situează undeva în jur de 1.520 de oameni.

## Economie
Economia Holbavului se bazează în principal pe agricultură. De asemenea, mai există aici cinci firme care se ocupă de comerț și prestări servicii.

## Turism
În Holbav, turiștii pot participa la Ziua Holbavului (pe 12 iunie, la islazul comunal), la Sărbătoarea „Scoverzilor” (în august, în centrul comunei) sau la Maialul Primăverii (în mai, în zona „Merezi”).
De asemenea există oportunități de dezvoltare a agroturismului. În împrejurimi se află poieni cu priveliști frumoaste: Poiana cu leurdă, Poiana cu ghiocei. Cei interesați, pot vizita stațiunea paleontologică de argilă, aflată sub egida Academiei Române.

## Învățământ
Holbavul are  2 școli și 2 grădinițe.